# Imperator Aleksándr II
El Imperator Aleksándr II (en ruso: Император Александр II), también transliterado como Imperator Alejandro II o Imperator Alexander II o totalmente traducido como Emperador Alejandro II, fue un buque blindado, considerado a veces como un pre-dreadnought algo adelantado a su época, de la Flota del Báltico de la Armada Imperial Rusa.
Su construcción tuvo lugar en el entonces «Nuevo Astillero del Almirantazgo» en San Petersburgo el 17 de noviembrejul./ 29 de noviembre de 1883greg.. No fue terminado del todo hasta diciembre de 1889 y sería asignado en el verano de 1891.
Su nombre fue en honor del Zar Alejandro II, como ya llevó un bergantín ruso de la flota del Pacífico, Imperator Aleksándr II, el cual llevó el citado nombre también en latín macarrónico.

## Diseño y construcción
El buque blindado Imperator Aleksándr II se concibió como un blindado de casco mixto (acero, hierro y madera) muy parecido a los futuros cruceros protegidos.
El buque tenía las siguientes características:
- 101 m de eslora
- 20 m de manga
- 7,80 m de puntal
- Desplazamiento de 8.440 t
- 8.600 caballos de potencia
- Velocidad media de 16 millas náuticas por hora
- Dos hélices y carboneras de hasta 1.200-1.500 t de combustible.[2]
- Espesor de la coraza de 356 mm en la cintura, 150 en baterías, 305 en torres y 78 en el puente.
- Armada con dos piezas de 13 centímetros, cuatro de 9, ocho de 6, ocho de 47 milímetros de tiro rápido, y cuatro cañones revólver.
- Tripulación de 638 marineros
- Mando: Capitán de navío

## Servicio
En 1896, el Imperator Aleksándr II sirvió de buque diplomático transportando al Zar Nicolás II a una visita diplomática en Tolón (Francia), durante las conversaciones de alianza rusofrancesas de la segunda mitad de la década de 1890.
A partir del 2 de julio de 1896, el Imperator Aleksándr II fue uno de los buques de mayor calado ruso con destino fijo en el mar Mediterráneo, monitorizando aquel año la revuelta cretiense. Julio de 1896 fue el primer mes de la que se convertiría en la campaña más larga de un buque ruso fuera de las costas nacionales, llegando a pasar 61 meses seguidos con destino fijo en el citado mar sin volver a puerto ruso.
En 1901, volvió a Tolón para participar en unas celebraciones en la ciudad francesa con motivo de la visita del presidente de la república, Émile Loubet, a la ciudad. Allí permaneció los primeros días de abril, hasta que la llegada de una escuadra de la Regia Marina bajo el mando del príncipe Tomás de Saboya-Génova provocó un malentendido entre las autoridades portuarias y los rusos, que hizo que éstos abandonase el puerto, atracando durante el trayecto en Barcelona junto al Pelayo. Allí estuvo dos semanas hasta volver a Tolón.
En mayo se decidió su vuelta al báltico y, tras unas reparaciones en El Havre (Francia) entre junio y julio de 1901 tras los percances provocados por las primeras etapas de la ruta, llegó a Copenhague (Dinamarca) el 24 de agosto, coincidiendo con una visita del Zar Nicolás II a la capital danesa. El zar inspeccionó el buque en el puerto antes de que el acorzado continuase hasta Helsingfors y finalmente arribase en Kronstadt el 7 de septiembrejul./ 20 de septiembre de 1901greg..
En abril de 1909, durante un periodo de atraque, la superestructura del buque y sus componentes fueron sometidas a un exhaustivo examen que, si bien registró que muchos de sus componentes se mantenían en buen estado tras 22 años de servicio, la obsolescencia que presentaban ante el estado de la técnica de la construcción naval en aquel momento lo convertían en un armatoste casi inútil, por lo que se fijo un límite a su vida útil: 1917, año en el que tendría que ser dado de baja.
El 1 de marzo de 1917, el capitán del buque, nombrado en 1915, fue asesinado por sus marineros durante un golpe de Estado dirigido por el presidente del comité de barcos bolcheviques, P. D. Jojriakov.
El 7 de mayo de 1917, el comité de marineros rebautizó el viejo acorazado como Amanecer de la libertad (en ruso: Зарю Свободы, romanizado: Zarû Svobody). El 25 de octubrejul./ 7 de noviembre de 1917greg., durante la revolución de Octubre, el barco se trasladó a Petrogrado para evitar que las tropas leales al Gobierno provisional lo capturasen en puerto y utilizasen su artillería para tomar la ciudad. Para el invierno, el barco regresó a Kronstadt, donde permaneció durante los siguientes años, después de haber sufrido en 1921 durante el bombardeo durante el motín de Kronstadt. En 1922 el buque fue finalmente desguazado.